# Атлант (анатомия)
Атла́нт (лат. atlas) — первый шейный позвонок позвоночных животных, в том числе человека. Имеет строение, отличное от прочих шейных позвонков, в связи с участием в подвижном сочленении с затылочной костью.
Анатомические варианты этого позвонка тесно связаны с генетическим разнообразием: чем выше распространённость анатомических вариантов атлантов, тем ниже генетическое разнообразие популяции у неандертальцев.

## Особенности строения
Тело у атланта практически отсутствует, так как в эмбриональном периоде оно срастается со вторым шейным позвонком — эпистрофеем, или аксисом, образуя его зуб (dens). В этой связи позвоночное отверстие атланта значительно увеличено, а от тела остается лишь короткая передняя дуга (arcus anterior). Передняя дуга соединяется с задней (arcus posterior) по бокам с помощью двух утолщений — боковых масс (massae lateralis). С внешней стороны передняя дуга имеет передний бугорок (tuberculum anterius). На ее внутренней (задней) поверхности находится ямка зуба (fovea dentis), предназначенная для соединения атланта с зубом второго шейного позвонка (срединный атлантоосевой сустав). На задней дуге имеется задний бугорок (tuberculum posterius), который является недоразвитым остистым отростком. На верхней поверхности задней дуги с двух сторон атланта видна борозда позвоночной артерии (sulcus arteriae vertebralis).
Сверху и снизу на каждой латеральной массе атланта находятся верхняя и нижняя суставные поверхности. Верхние суставные поверхности (лат. facies articulares superiores) овальные по форме, они соединяются с мыщелками затылочной кости, образуя атлантозатылочный сустав. Нижние суставные поверхности (facies articulares inferiores) являются круглыми по форме, они сочленяются с суставными поверхностями второго шейного позвонка, образуя латеральный атлантоосевой сустав.

## Аномалии развития
Довольно редкой аномалией атланта является его сращение с затылочной костью (ассимиляция атланта). Этот порок может комбинироваться с расщеплением его задней дуги, происходящим вследствие неполного закрытия переднего невропора, при этом возникает миеломенингоцеле — кистозная расщелина шейного отдела позвоночника.
Нередко встречается аномалия Киммерле — мальформация краниовертебрального перехода, связанная с атипичным врожденным дефектом атланта в виде костной дугообразной перегородки на задней дуге над бороздой позвоночной артерии.

## Галерея

Форма и позиция атланта (выделен красным), вид сверху. Череп показан полупрозрачным.
Атлант, вид сверху
- 3D-картинка
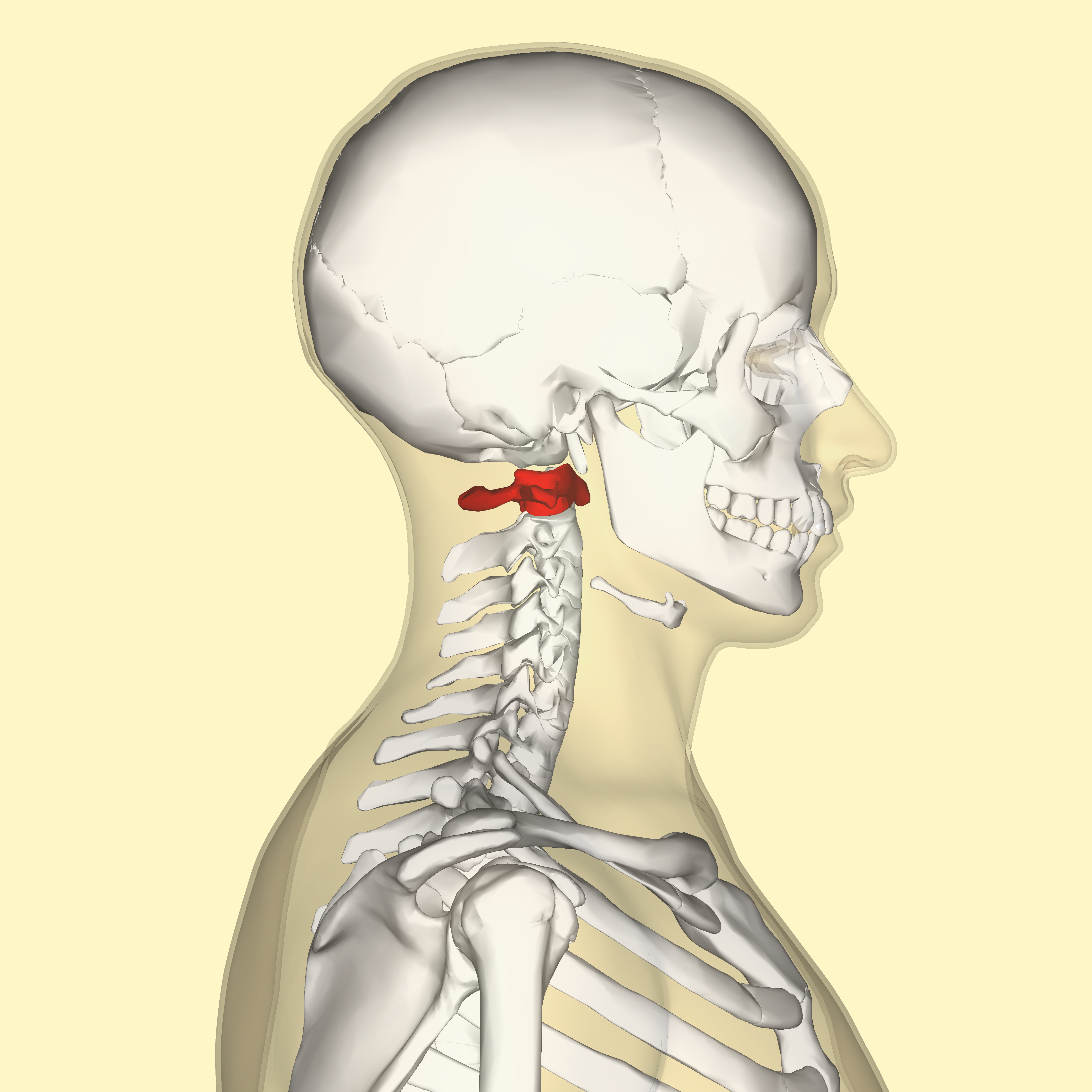
Положение атланта (выделен красным)
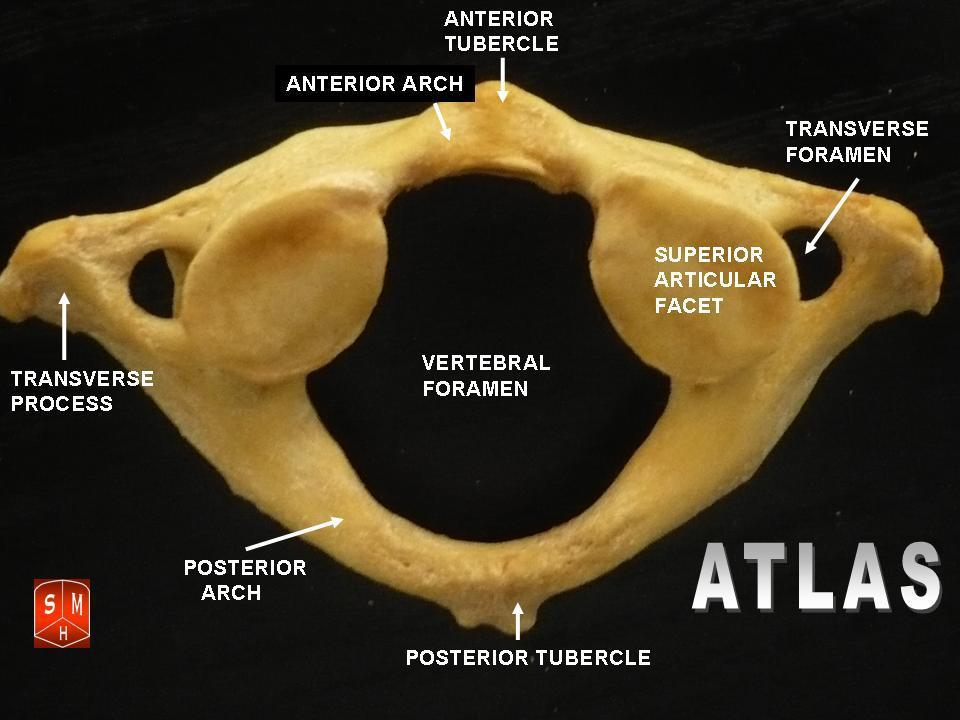
Атлант, вид сверху
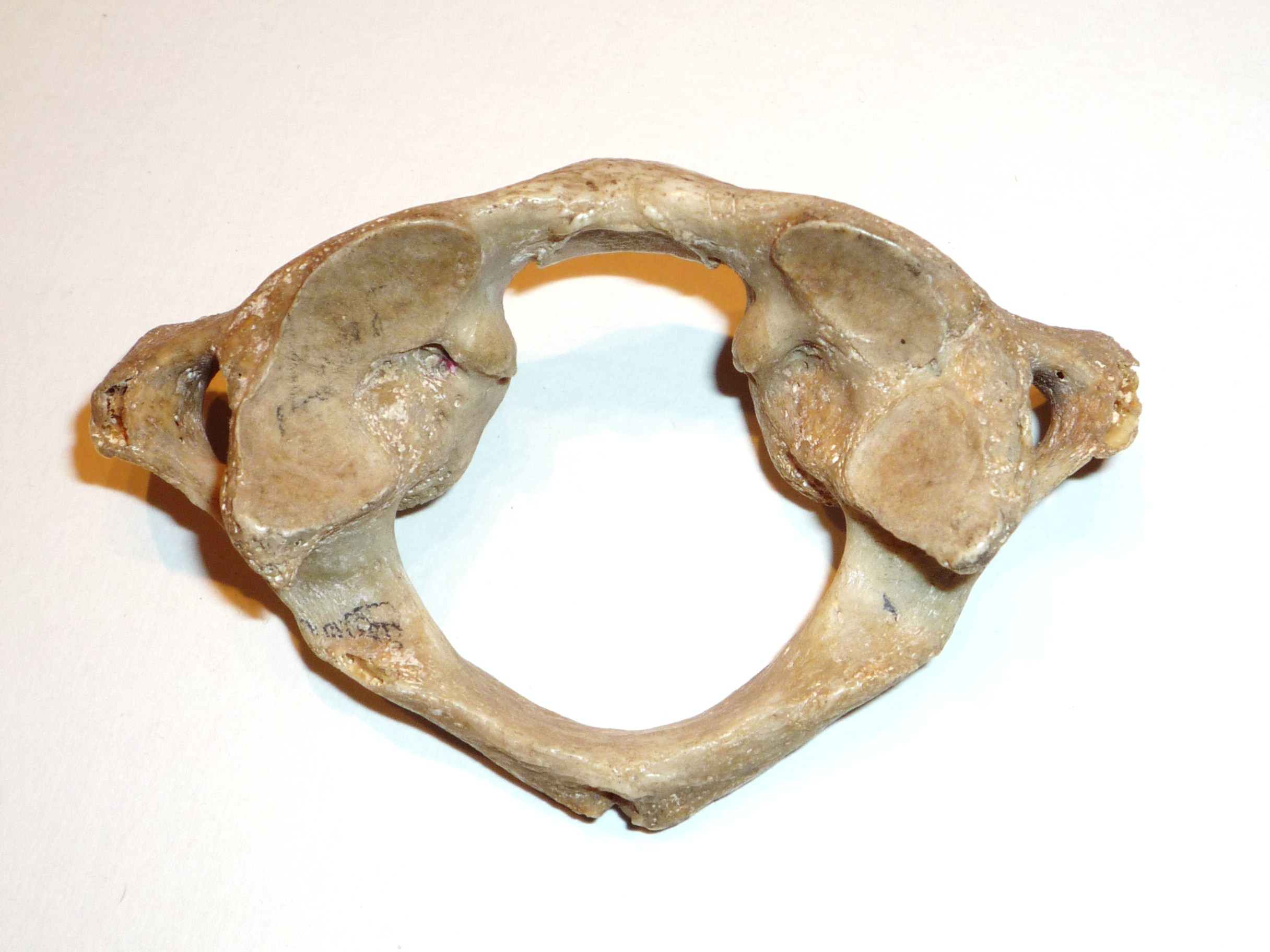
Атлант, вид сверху
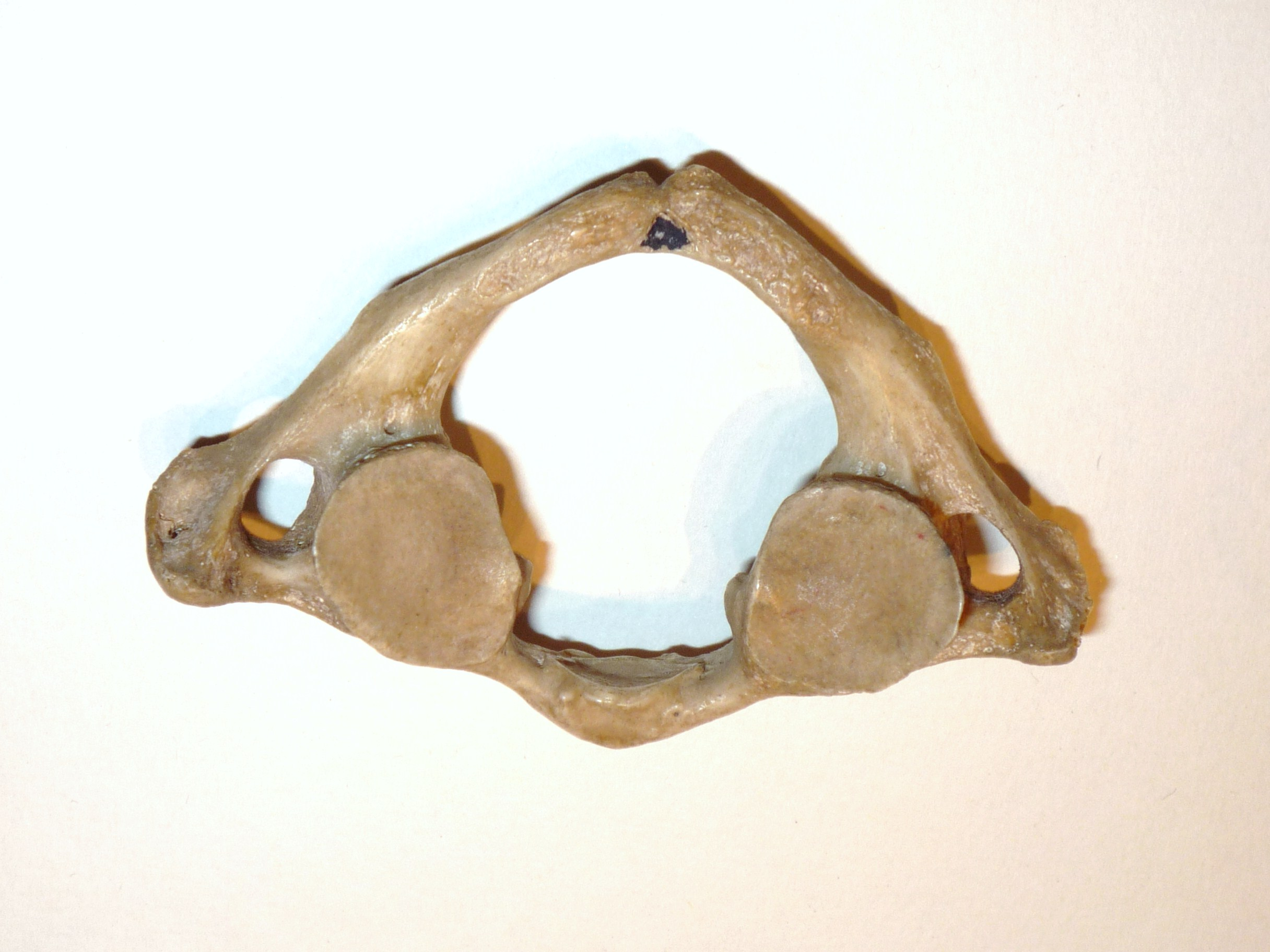
Атлант, нижняя поверхность
Сгенерированная на компьютере 3D-модель атланта
- Череп и атлант вымершего дицинодонта Niassodon